# Chen Jiru
Chen Jiru (陳繼儒T, 陈继儒S, Chén JìrúP, conosciuto anche come Ch'ên Chi-Ju o Tch'en Ki-Jou, con il nome di cortesia Zhongshun e con gli pseudonimi di Migong, Meigong, Xuetang e Bo Shiqiao; Huating, 5 giugno 1558 – 1639) è stato un pittore, scrittore, calligrafo e poeta cinese.

## Biografia
Si sa poco della sua vita privata. Si specializzò nella pittura di paesaggi, fiori di prugno e bambù. La sua calligrafia segue lo stile di Su Shi e Mi Fu. Fu inoltre un notevole autore di xiaopin, un genere di saggio breve.
Visse a Huating, dove ebbe modo di frequentare pittori e calligrafi illustri come Dong Qichang e Mo Shilong, con i quali condivise molti interessi, riunendosi spesso per discutere di libri e dipinti antichi ed ispirandosi a vicenda. Dalle loro discussioni, Dong Qichang sviluppò la "teoria della pittura". I tre si circondarono di artisti di ogni tipo, in particolare il giovane prodigio di otto anni Lan Ying.

## Esposizioni artistiche
- Museo provinciale di Liaoning
- Seattle Art Museum